# Ophiomastus platydiscus
Ophiomastus platydiscus is een slangster uit de familie Ophiuridae.
De wetenschappelijke naam van de soort werd in 1939 gepubliceerd door Hubert Lyman Clark.